# Nashatar Singh Sidhu
Nashatar Singh Sidhu (* 19. August 1939 in Indien) ist ein ehemaliger malaysischer Speerwerfer.
Bei den Olympischen Spielen 1964 in Tokio schied er in der Qualifikation aus.
1966 wurde er Vierter bei den British Empire and Commonwealth Games in Kingston und siegte bei den Asienspielen in Bangkok. 
Bei den Olympischen Spielen 1968 in Mexiko-Stadt kam er erneut nicht über die erste Runde hinaus.
1970 gewann er Bronze bei den Asienspielen in Bangkok und 1973 Silber bei den Leichtathletik-Asienmeisterschaften.
Seine persönliche Bestleistung von 75,20 m stellte er 1967 auf.